# Wilgowron meksykański
Wilgowron meksykański (Quiscalus mexicanus) – gatunek ptaka z rodziny kacykowatych (Icteridae). Zamieszkuje Amerykę Północną oraz północno-zachodnie wybrzeża Ameryki Południowej. Wydaje donośne, przeciągłe gwizdy. Nie jest zagrożony.

## Systematyka
Wyróżniono 8 podgatunków Q. mexicanus:
- Q. mexicanus nelsoni – południowo-zachodnie USA i północno-zachodni Meksyk;
- wilgowron kalifornijski[4] (Q. mexicanus graysoni) – zachodni Meksyk;
- Q. mexicanus obscurus – południowo-zachodni Meksyk;
- Q. mexicanus monsoni – zachodnio-środkowe USA do północno-środkowego Meksyku;
- Q. mexicanus prosopidicola – środkowe i południowo-środkowe USA do północno-wschodniego Meksyku;
- wilgowron meksykański[4] (Q. mexicanus mexicanus) – środkowy Meksyk do Nikaragui;
- Q. mexicanus loweryi – Jukatan, Belize i pobliskie wyspy;
- Q. mexicanus peruvianus – Kostaryka do północno-zachodniego Peru i północno-zachodniej Wenezueli.

## Morfologia
Podobny do krukowatych, lecz nie jest z nimi spokrewniony. Ogon klinowaty, bardzo długi. Samiec jest błyszcząco czarny, samica brązowa i znacznie mniejsza od samca.
Długość ciała: samce około 43 cm, samice około 33 cm. Masa ciała: samce średnio 230 g, samice średnio 125 g.

## Zasięg, środowisko
Występuje powszechnie na obszarze Ameryki Północnej od środkowych Stanów Zjednoczonych na południe po północno-zachodnie wybrzeża Ameryki Południowej – po północno-zachodnie Peru i północno-zachodnią Wenezuelę. W większości zasięgu osiadły, populacje ze skrajnie północnej części zasięgu migrują na niewielkie odległości. Występuje w większości typów siedlisk prócz gęstych lasów, pustyń i prerii, gdzie brak jest dostępu do wody. Spotykany też na terenach rolniczych i zurbanizowanych, np. w parkach i na okolicznych trawnikach, czy na wysypiskach śmieci.

## Pożywienie
Żywią się materiałem roślinnym przez cały rok, w tym zbożami, takimi jak kukurydza, sorgo i owies, a także owocami. Latem i wczesną jesienią połowę lub więcej ich pożywienia stanowią zwierzęta (u samic nawet do 80% masy pożywienia). Ich ofiarą padają m.in. koniki polne, chrząszcze, pająki, pszczoły, osy, ślimaki, robaki i ćmy. Żywią się też kijankami, żabami, jaszczurkami, wężami, rybami i małymi ssakami, takimi jak myszy i ryjówki, a także ptasimi jajami i pisklętami.

## Status
IUCN uznaje wilgowrona meksykańskiego za gatunek najmniejszej troski (LC, Least Concern) nieprzerwanie od 1988 (stan w 2025). W 2020 organizacja Partners in Flight szacowała liczebność populacji lęgowej na około 30 milionów osobników. Ze względu na brak dowodów na spadki liczebności bądź istotne zagrożenia dla gatunku BirdLife International ocenia trend liczebności populacji jako prawdopodobnie stabilny.